# Non-neoplasi
Non-neoplasi dækker begreberne:
- Hyperplasi, flere celler.
- Hypertrofi, større celler.
- Metaplasi, ændring til anden celletype.
- Atrofi, mindre og/eller færre celler.

Dette er alt sammen normale celler og vævs reaktioner på ændrede eksterne påvirkninger – fx mekanisk slid, hormoner (fx aldersbetingede), kemiske stoffer etc. – af enten fysiologisk eller patologisk karakter. De normale vækstregulerende mekanismer er normalt stort set intakte. 
Dysplasi, celleforandringer, regnes nogle gange under non-neoplasi og andre gange under neoplasi. Denne forvirring bunder i, at dysplasi kan være både reversibelt og irreversibelt med videreudvikling til en regulær neoplasi.